# Alison Krauss
Alison Maria Krauss (Decatur, Illinois; 23 de julio de 1971) es una cantante de bluegrass-country, violinista y productora musical estadounidense. Debutó en la industria musical a una edad temprana, compitiendo en concursos locales a la edad de 8 años y grabando por primera vez a los 14 años. Firmo con Rounder Records en 1985 y lazo su primer album en solitario en 1987. Fue invitada a unirse a Union Station, lanzando su primer album con la agrupación en 1989 y actuando como Alison Krauss & The Union Station desde entonces.

## Biografía
Inicialmente estudió violín clásico, pero a los ocho años empezó a interesarse por el violín de bluegrass y comenzó a tocar en fiestas y festivales y a obtener varios premios[¿cuál?]. Además de su virtuosismo con el violín, llamó pronto la atención de la crítica su voz de soprano. En 1985 se publicaron sus primeras grabaciones en el disco Different Strokes, una colección de temas bluegrass y folk interpretados, además de por ella, por su hermano Viktor, Bruce Weiss y Jim Hoiles. Ese mismo año, contando ella con catorce años, firmó un contrato con el sello discográfico Rounder Records, especializado en música tradicional de los Estados Unidos, que en 1987 editó Too Late to Cry, su primer disco en solitario, que tuvo un gran éxito. En su siguiente disco, Two Highways (1989), contó con la colaboración de la banda de bluegrass Union Station: Mike Harman (banjo), Jeff White (guitarra) y John Pennell (bajo). En esta obra, Krauss hizo incursiones en el country, el góspel e incluso el rock, con una versión de la canción Midnight Rider, de The Allman Brothers Band. A partir de ese momento, Krauss y Union Station empezaron a colaborar de manera continuada y como grupo, en el que Alison aporta su voz y toca el violín.
Ha producido discos para otros músicos, como The Cox Family y Nickel Creek.
El 29 de octubre de 2007 salió a la venta un nuevo disco de versiones llamado Raising Sand, en el que es acompañada por Robert Plant, cantante del grupo Led Zeppelin. Este álbum ganó la séptima edición de los premios de la Americana Music Association (AMA), celebrada en el histórico Ryman Auditorium de Nashville, con los premios al Mejor Álbum y al mejor dúo/grupo de la temporada, y también se hizo con el galardón a Mejor colaboración Country de los Premios Grammy 2008, con la canción Killing The Blues. 

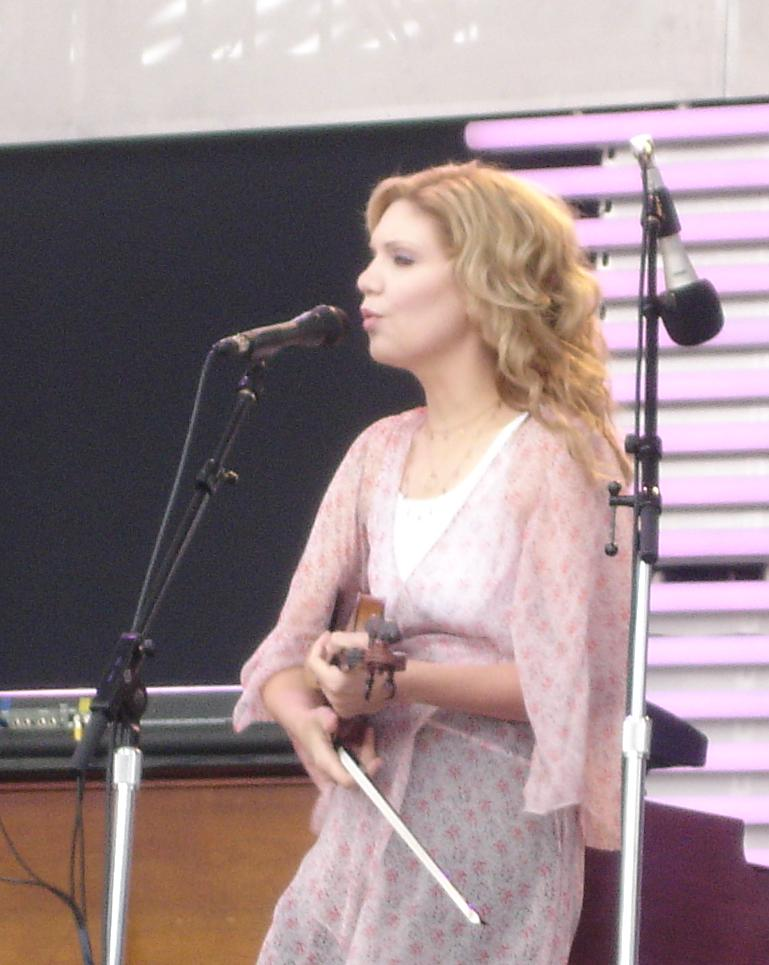
Alison Krauss en un concierto. Fotografía de 2007.

## Discografía
- 1985 - Different Strokes
- 1987 - Too Late to Cry
- 1989 - Two Highways
- 1991 - I've Got That Old Feeling
- 1992 - Every Time You Say Goodbye
- 1994 - I Know Who Holds Tomorrow (con The Cox Family)
- 1997 - So Long So Wrong
- 1999 - Forget About It
- 2001 - New Favorite
- 2004 - Lonely Runs Both Ways
- 2007 - Raising Sand (con Robert Plant)
- 2011 - Paper Airplane
- 2017 - Windy city
- 2019 - Home 2: The Boov Sequel
- 2021 - Raise the Roof (con Robert Plant)

### Recopilaciones
- 1995 - Now That I've Found You: A Collection
- 2007 - A Hundred Miles or More: A Collection
- 2009 - Essential

### Discos en directo
- 2002 - Live

### Cinematografía
- 2000 - O Brother! (con la canción Down in the River to Pray)